# Growlanser: Heritage of War
Growlanser: Heritage of War (conocido como Growlanser V: Generations en Japón) es un videojuego de rol táctico para la PlayStation 2. Fue desarrollado por Career Soft y distribuido en Japón por Atlus en 2006. Atlus USA distribuyó el juego en Norteamérica el 18 de septiembre de 2007, y Rising Star Games lo lanzó en Europa el 13 de junio de 2008.

## Jugabilidad
El juego utiliza un combate estratégico por grupos, y cada personaje posee un árbol de habilidades. Tiene animaciones hechas a mano y los retratos de los personajes están hechos por Satoshi Urushihara. Se pueden forjar relaciones íntimas con los personajes. Las batallas suceden en tiempo real, y no existe transición alguna a un mapa de batalla (lo cual es muy común en RPG japoneses tradicionales). De esta forma, el juego fuerza a los jugadores a idear estrategias y tácticas inmediatamente a medida que la situación lo amerite.

## Trama
Un día, se desató una guerra en una isla aislada. Las personas que quisieron detener la guerra revivieron a un arma poderosa llamada «Admonisher», y amenazaron a los participantes de la guerra. Así, todas las guerras fueron detenidas por la fuerza. La gente detrás de esto se hizo llamar la «brigada del mantenimiento de la paz». 20 años más tarde, los viejos hombres de la brigada ya no son capaces de mantener la paz.
Ahora se ha desatado una nueva guerra entre los habitantes del continente. Ha aparecido una hambruna misteriosa, forzando a los ciudadanos a luchar por la poca tierra fértil que queda, mientras que las ciudades son atacadas constantemente por monstruos anfibios feroces conocidos como «screapers».

## Personajes
Seldous: buscó detener la guerra, y, junto a Isaac y la ayuda de otros, revivieron al arma antigua conocida como Admonisher. Es el comandante en jefe de la brigada de la paz. Con la voz de: Kirk Thornton
Krious: hijo de Seldous, diplomático de la brigada. Está a favor de la imposición de la paz, pero finalmente se opone a su método. Con la voz de: Sam Riegel
Isaac: fue encontrado y rescatado por Seldous del campo de batalla. Juntos buscaron una forma de detener la guerra. Ellos fundaron la brigada del mantenimiento de la paz. Con la voz de: David Lodge
Vanette: amiga de la infancia del orfanato de Seldous. Ella se casa con Seldous y tienen un hijo. Con la voz de: Julie Ann Taylor
Elessa: amiga de Fanille, también es investigadora de ruinas en la brigada. Con la voz de: Kristen Potter
Melvina: una ayudante de Isaac. Está en la división de operaciones. Es una oficial respetada. Con la voz de: Mary Elizabeth McGlynn

## Desarrollo
La edición limitada norteamericana incluía un libro de ilustraciones de 100 páginas, un disco multimedia de música y arte, un llavero, dos tarjetas lenticulares, y tres pines. La edición limitada es la única edición de Growlanser V que fue distribuida en Norteamérica. Fue lanzada en una sola impresión y luego fue descontinuada. La versión norteamericana tiene un motor más nuevo y fluido no presente en la versión japonesa.

## Recepción
Kevin Gifford de Newtype USA comentó favorablemente los diseños de personaje y la narración. El sitio web agregador de reseñas Metacritic le dio al juego un puntaje de 60 basado en siete reseñas. Jeff Haynes de IGN quedó decepcionado por el desarrollo de la historia y las mecánicas del juego, dándole un puntaje general de 6,0. Ryan Mattich de RPGFan no quedó sorprendido con el puntaje de 25/40 dado por Weekly Famitsu.